# Copa do Mundo de Rugby Feminino de 2017
A Copa do Mundo de Rugby Feminino de 2017 (oficialmente IRB Rugby World Cup 2017) foi disputada na Irlanda. O torneio começou em 9 de agosto e terminou em 26 de agosto de 2017. O torneio foi a sexta Copa do Mundo aprovada pela IRB, e a oitava depois dos torneios de 1991 e 1994, não reconhecidos.
A Nova Zelândia venceu a final derrotando a Inglaterra por 41 a 32 e ganhou o quinto título.

## Equipes
Doze seleções participam do evento, sendo divididas em três grupos de quatro equipes cada para a disputa da primeira fase. As seleções vencedoras de cada grupo mais a melhor segunda colocada avançam as semifinais pelo 1° lugar. As restantes  segundas colocadas de cada grupo mais as duas melhores terceiro colocadas avançam  as semifinais pelo 5° lugar. As restantes seleções avançam as semifinais pelo 9° lugar.
| Grupo A                                              | Grupo B                                          | Grupo C                                |
| ---------------------------------------------------- | ------------------------------------------------ | -------------------------------------- |
| - Nova Zelândia - Canadá - País de Gales - Hong Kong | - Inglaterra - Estados Unidos - Espanha - Itália | - França - Irlanda - Austrália - Japão |

## Primeira Fase
| Admitidas para as semifinais 1/4 lugar  |
| Admitidas para as semifinais 5/8 lugar  |
| Admitidas para as semifinais 9/12 lugar |

### Grupo A
| 9 de Agosto de 2017 |         |               |                           |
| Nova Zelândia       | 44 - 12 | País de Gales | Billings Park UCD, Dublin |
|                     |         |               | Billings Park UCD, Dublin |

| 9 de Agosto de 2017 |        |           |                           |
| Canadá              | 98 - 0 | Hong Kong | Billings Park UCD, Dublin |
|                     |        |           | Billings Park UCD, Dublin |

| 13 de Agosto de 2017 |         |           |                           |
| Nova Zelândia        | 121 - 0 | Hong Kong | Billings Park UCD, Dublin |
|                      |         |           | Billings Park UCD, Dublin |

| 13 de Agosto de 2017 |        |               |                           |
| Canadá               | 15 - 0 | País de Gales | Billings Park UCD, Dublin |
|                      |        |               | Billings Park UCD, Dublin |

| 17 de Agosto de 2017 |        |               |                           |
| Canadá               | 5 - 48 | Nova Zelândia | Billings Park UCD, Dublin |
|                      |        |               | Billings Park UCD, Dublin |

| 17 de Agosto de 2017 |         |           |                  |
| País de Gales        | 39 - 15 | Hong Kong | UCD Bowl, Dublin |
|                      |         |           | UCD Bowl, Dublin |

#### Classificação
| EQUIPES       | PT | J | V | E | D | PP  | PC  | SP   |
| ------------- | -- | - | - | - | - | --- | --- | ---- |
| Nova Zelândia | 15 | 3 | 3 | 0 | 0 | 213 | 17  | 196  |
| Canadá        | 9  | 3 | 2 | 0 | 1 | 118 | 48  | 70   |
| País de Gales | 5  | 3 | 1 | 0 | 2 | 51  | 74  | -23  |
| Hong Kong     | 0  | 3 | 0 | 0 | 3 | 15  | 258 | -243 |

Pontuação: Vitória=4, Empate=2, Derrota=0, Bônus para equipe que fizer 4 ou mais tries = + 1, Bônus para equipe que perder por 7 pontos ou menos = + 1. 

### Grupo B
| 9 de Agosto de 2017 |        |         |                  |
| Inglaterra          | 56 - 5 | Espanha | UCD Bowl, Dublin |
|                     |        |         | UCD Bowl, Dublin |

| 9 de Agosto de 2017 |         |        |                  |
| Estados Unidos      | 24 - 12 | Itália | UCD Bowl, Dublin |
|                     |         |        | UCD Bowl, Dublin |

| 13 de Agosto de 2017 |         |        |                           |
| Inglaterra           | 56 - 13 | Itália | Billings Park UCD, Dublin |
|                      |         |        | Billings Park UCD, Dublin |

| 13 de Agosto de 2017 |        |         |                  |
| Estados Unidos       | 43 - 0 | Espanha | UCD Bowl, Dublin |
|                      |        |         | UCD Bowl, Dublin |

| 17 de Agosto de 2017 |         |                |                           |
| Inglaterra           | 47 - 26 | Estados Unidos | Billings Park UCD, Dublin |
|                      |         |                | Billings Park UCD, Dublin |

| 17 de Agosto de 2017 |        |         |                  |
| Itália               | 8 - 22 | Espanha | UCD Bowl, Dublin |
|                      |        |         | UCD Bowl, Dublin |

#### Classificação
| EQUIPES        | PT | J | V | E | D | PP  | PC  | SP  |
| -------------- | -- | - | - | - | - | --- | --- | --- |
| Inglaterra     | 13 | 3 | 3 | 0 | 0 | 159 | 44  | 115 |
| Estados Unidos | 11 | 3 | 2 | 0 | 1 | 93  | 59  | 34  |
| Espanha        | 4  | 3 | 1 | 0 | 2 | 27  | 107 | -80 |
| Itália         | 0  | 3 | 0 | 0 | 3 | 33  | 102 | -69 |

Pontuação: Vitória=4, Empate=2, Derrota=0, Bônus para equipe que fizer 4 ou mais tries = + 1, Bônus para equipe que perder por 7 pontos ou menos = + 1. 

### Grupo C
| 9 de Agosto de 2017 |         |           |                  |
| Irlanda             | 19 - 17 | Austrália | UCD Bowl, Dublin |
|                     |         |           | UCD Bowl, Dublin |

| 9 de Agosto de 2017 |         |       |                           |
| França              | 72 - 14 | Japão | Billings Park UCD, Dublin |
|                     |         |       | Billings Park UCD, Dublin |

| 13 de Agosto de 2017 |         |       |                  |
| Irlanda              | 24 - 14 | Japão | UCD Bowl, Dublin |
|                      |         |       | UCD Bowl, Dublin |

| 13 de Agosto de 2017 |        |           |                  |
| França               | 48 - 0 | Austrália | UCD Bowl, Dublin |
|                      |        |           | UCD Bowl, Dublin |

| 17 de Agosto de 2017 |         |       |                           |
| Austrália            | 29 - 15 | Japão | Billings Park UCD, Dublin |
|                      |         |       | Billings Park UCD, Dublin |

| 17 de Agosto de 2017 |        |         |                  |
| França               | 21 - 5 | Irlanda | UCD Bowl, Dublin |
|                      |        |         | UCD Bowl, Dublin |

#### Classificação
| EQUIPES   | PT | J | V | E | D | PP  | PC  | SP  |
| --------- | -- | - | - | - | - | --- | --- | --- |
| França    | 14 | 3 | 3 | 0 | 0 | 141 | 19  | 122 |
| Irlanda   | 8  | 3 | 2 | 0 | 1 | 48  | 52  | -4  |
| Austrália | 6  | 3 | 1 | 0 | 2 | 46  | 82  | -36 |
| Japão     | 0  | 3 | 0 | 0 | 3 | 43  | 125 | -82 |

Pontuação: Vitória=4, Empate=2, Derrota=0, Bônus para equipe que fizer 4 ou mais tries = + 1, Bônus para equipe que perder por 7 pontos ou menos = + 1. 

## Fase Final

### Semifinais 9/12 lugar
| 22 de Agosto de 2017 |        |       |                             |
| Itália               | 22 - 0 | Japão | Queen's University, Belfast |
|                      |        |       | Queen's University, Belfast |

| 22 de Agosto de 2017 |        |           |                             |
| Espanha              | 31 - 7 | Hong Kong | Queen's University, Belfast |
|                      |        |           | Queen's University, Belfast |

### Semifinais 5/8 lugar
| 22 de Agosto de 2017 |         |           |                           |
| Irlanda              | 24 - 36 | Austrália | Kingspan Stadium, Belfast |
|                      |         |           | Kingspan Stadium, Belfast |

| 22 de Agosto de 2017 |        |               |                             |
| Canadá               | 52 - 0 | País de Gales | Queen's University, Belfast |
|                      |        |               | Queen's University, Belfast |

### Semifinais 1/4 lugar
| 22 de Agosto de 2017 |         |                |                           |
| Nova Zelândia        | 45 - 12 | Estados Unidos | Kingspan Stadium, Belfast |
|                      |         |                | Kingspan Stadium, Belfast |

| 22 de Agosto de 2017 |        |        |                           |
| Inglaterra           | 20 - 3 | França | Kingspan Stadium, Belfast |
|                      |        |        | Kingspan Stadium, Belfast |

### Disputa do 11º lugar
| 26 de Agosto de 2017 |        |           |                             |
| Japão                | 44 - 5 | Hong Kong | Queen's University, Belfast |
|                      |        |           | Queen's University, Belfast |

### Disputa do 9º lugar
| 26 de Agosto de 2017 |         |         |                             |
| Itália               | 20 - 16 | Espanha | Queen's University, Belfast |
|                      |         |         | Queen's University, Belfast |

### Disputa do 7º lugar
| 26 de Agosto de 2017 |         |               |                           |
| Irlanda              | 17 - 27 | País de Gales | Kingspan Stadium, Belfast |
|                      |         |               | Kingspan Stadium, Belfast |

### Disputa do 5º lugar
| 26 de Agosto de 2017 |         |        |                             |
| Austrália            | 12 - 43 | Canadá | Queen's University, Belfast |
|                      |         |        | Queen's University, Belfast |

### Disputa do 3º lugar
| 26 de Agosto de 2017 |         |                |                           |
| França               | 31 - 23 | Estados Unidos | Kingspan Stadium, Belfast |
|                      |         |                | Kingspan Stadium, Belfast |

### Final
| 26 de Agosto de 2017 |         |               |                           |
| Inglaterra           | 32 - 41 | Nova Zelândia | Kingspan Stadium, Belfast |
|                      |         |               | Kingspan Stadium, Belfast |

## Campeãs
| Copa do Mundo de Rugby Feminino de 2017 |
| --------------------------------------- |
| Nova Zelândia Campeãs (5º título)       |